# Peter Rajniak (Basketballspieler, 1981)
Peter Rajniak (* 21. Mai 1981 in Bratislava) ist ein ehemaliger luxemburgischer Basketballspieler.

## Werdegang
Rajniak gab im Alter von 18 Jahren die Staatsbürgerschaft der Slowakei ab und nahm die luxemburgische an. Er spielte bis 1999 beim BBC Résidence Walferdange, ging dann für ein Jahr nach Birmingham in den US-Bundesstaat Alabama, wo er Mitglied der Schulmannschaft der Mount Carroll High School war. Nach seiner Rückkehr verstärkte Rajniak Racing Luxemburg. Mit der Mannschaft nahm er wie bereits mit Walferdange am Europapokal Korać-Cup teil.
Von 2002 bis 2006 weilte er erneut in den Vereinigten Staaten, spielte während seines Studiums in Kalifornien für die Hochschulmannschaften des Bakersfield College und der California Baptist University. In den Spielzeiten 2006/07 sowie 2007/08 bestritt Rajniak insgesamt 65 Einsätze für den spanischen Drittligisten Gijon Baloncesto SAD.
Ende 2008 unterzog er sich einem Eingriff am Knie, nachdem er bereits während seiner vorherigen Laufbahn Beschwerden mit diesem Körperteil gehabt hatte. Rajniak spielte zuletzt 2012 für Basket Esch.
Mit Luxemburgs Nationalmannschaft gewann Rajniak 2002 und 2005 Bronze bei den Europameisterschaften der kleinen Staaten. Beim BBC Gréngewald Hueschtert brachte er sich als Jugendtrainer ein. Des Weiteren spezialisierte er sich auf die Vermittlung der Basketball-Wurftechnik, unter anderem im Auftrag des luxemburgischen Basketballverbands.

### Familie
Mit seinem Bruder Martin Rajniak spielte er zeitweise im Verein und in der Nationalmannschaft zusammen.
Der Vater der Brüder, Peter Rajniak († 2000), genannt Pedro, war tschechoslowakischer Basketballnationalspieler.